# Vincenzo Lanfranchi
Pour les articles homonymes, voir Lanfranchi.
Vincenzo Lanfranchi, surnommé Cencio, né le 25 mai 1875 à Florence et mort le 25 octobre 1952 à Bologne à 77 ans, est un ancien cycliste puis motocycliste italien.

## Biographie
Dans sa jeunesse le Toscan vient s'installer en France.
Dès 1903 il obtient des records de vitesse avec une deux roues motorisée Peugeot, remportant la même année la course Paris-Nice motocycliste.

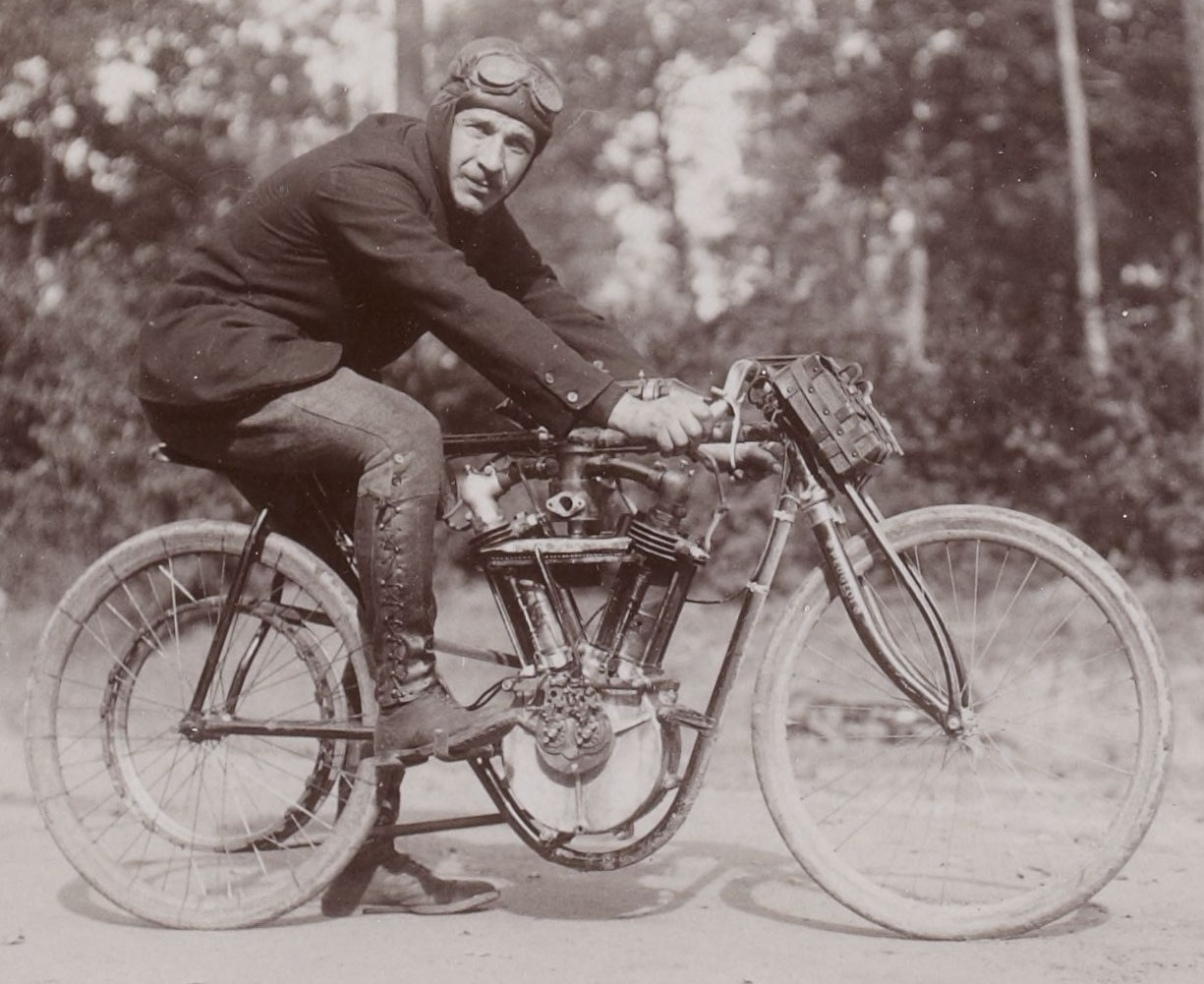
Vincenzo Lanfranchi au kilomètre de Dourdan en 1904.

Il remporte les deux épreuves du mille départ arrêté après celle du kilomètre lancé à Dourdan le 3 octobre 1904 sur Peugeot V2 1 500 cm3, obtenant par là même deux records mondiaux validés par l'ACF, l'un de 57 s 4/5, l'autre de 29 s 1/5 à 123,287 km/h (record conservé jusqu'au 16 juillet de l'année suivante), avant d'être battu par un compatriote.
En 1905, il est le premier pilote à dépasser les 120 km/h en course, mais il doit ensuite se retirer des compétitions à cause de blessures.
Le moteur en V de 2¾ hp a pour côtes 92 mm d'alésage x 112 x 2, l'admission du carburant se faisant par des soupapes automatiques, avec un faible ailettage des deux gros cylindres, pour un poids de 27 kilos en motorisation et un total attribué à l'engin de moins de 50 kilos (imbattable alors dans cette catégorie en performances pures). En 1909 encore, l'une des motos Peugeot V2, entre les mains d'Oscar Hedström le fondateur de la marque Indian, réussit à atteindre les 128 km/h sur le mille lancé au Daytona International Speedway.
Lanfranchi revient en Italie, où il travaille alors pour des entreprises commerciales telles Wolsit et Turkheimer. En 1913, il est le représentant dans son pays des marques britanniques Douglas-Enderson-Ascot & Pullin et Royal Enfield, puis à partir de 1922 de Gilera, et de 1924 de Moser (une firme suisse de Saint-Aubin).
En 1925, il fonde à Milan F.V.L. (avec les initiales de son nom), société qui produit des motos quatre temps à moteur Moser de 124 à 175 cm3, passant de 174 à 248 cm3 à partir de 1931 et toujours à 4 temps, avec arbre à cames et soupapes en tête (l'usine de Lanfranchi construisant l'intégralité des engins, autour du moteur Moser).
F.V.L. disparaît en 1935, alors que Lanfranchi n'est encore âgé que de 59 ans.